# TNT (альбом)
TNT — третий студийный альбом американской рок-группы Tortoise. Он был выпущен 10 марта 1998 года лейблом Thrill Jockey. После того как Джефф Паркер присоединился к группе в 1996 году, Tortoise записывали TNT в течение года, а барабанщик Джон МакЭнтайр выступал в качестве продюсера, редактора и микшера. Взяв пример с ремиксов 1990-х годов, группа записала альбом с использованием технологии жёсткого диска по принципу «вперёд-назад», когда участники по отдельности добавляли части к трекам на разных этапах, пока треки не были завершены. Как и в предыдущих альбомах, участники группы также разделили инструментальные партии.
Отбросив даб и электронную составляющую своих предыдущих работ, TNT направил группу в новое, более органичное русло с более сильным влиянием джаза, грува и минималистской музыки. Однако влияние электронной музыки в альбоме сохранилось, наряду с другими стилями, такими как фанк, эмбиент и продолжающееся влияние краут-рока. После выхода альбом получил одобрение критиков, рецензенты хвалили его постмодернистское звучание. В 1998 году группа отправилась в турне в поддержку альбома, привнося новые, живые аранжировки в ранее созданные в студии песни.

## Предыстория
Второй альбом Millions Now Living Will Never Die (1996), получивший признание критиков, утвердил группу в качестве определяющей, преимущественно инструментальной построк группы, а на TNT возлагались большие андеграундные надежды. Незадолго до записи TNT группа «связала себя со сливками европейской электроники», чтобы «сделать ремикс альбома на серию 12-дюймовых синглов». Благодаря этим релизам стало очевидно, что группа «все больше полагается на студийную технику».
В конце 1996 года, незадолго до начала работы над TNT, Джефф Паркер, игравший в нескольких джазовых ансамблях, присоединился к группе в качестве второго гитариста, чтобы играть вместе с Дэвидом Паджо, который был в группе уже несколько лет. Джон Буш из AllMusic заявил, что присоединение Паркера укрепило «музыкальность Tortoise, а также их связи с плодородной джазовой/авангардной сценой Чикаго».

## Отзывы
| Оценки критиков   | Оценки критиков |
| Источник          | Оценка          |
| ----------------- | --------------- |
| AllMusic          | [ 4 ]           |
| Chicago Sun-Times | [ 5 ]           |
| Chicago Tribune   | [ 6 ]           |
| Houston Chronicle | [ 7 ]           |
| The Independent   | [ 8 ]           |
| Muzik             | 9/10            |
| NME               | 4/10            |
| Pitchfork         | 9.0/10          |
| Rolling Stone     | [ 12 ]          |
| Uncut             | [ 13 ]          |

Альбом получил положительные отзывы музыкальной критики и интернет-изданий.
Критик Chicago Tribune Грег Кот нашёл, что, несмотря на отказ от «вокала, повествования или обычной структуры поп-песен… тонкая логика этих композиций раскрывается по мере того, как крошечные мелодии всплывают и возвращаются, а текстуры расходятся, словно часть замедленного звукового калейдоскопа». Чиедо Нквоча из Vibe сказал: «Возвышаясь над нынешним чёрствым состоянием инструментального рока, TNT взрывается». Брент ДиКресцензо из Pitchfork назвал TNT «одним из лучших LP 1998 года», как и Анджела Льюис из The Independent, которая оценила его как «пищу для мозга, полностью лишённую цинизма». Бен Рэтлифф из Rolling Stone заключил, что «TNT меандрирует, но это меандрирование мастерски определено бритвой редактирования». Андреа Моэд из CMJ была благосклонна, сказав: «TNT содержит больше музыкальных идей, чем рок или электроника давали за последние несколько лет. Более того, приличный процент из них — хорошие». Джеймс Салливан из Houston Chronicle сравнил музыку с «саундтреком без фильма; если вы сидите спокойно, подойдёт любое окно». Менее пикантно отозвался Джеймс Олдхэм из NME, посчитавший альбом «восхитительной коллекцией джазовых инструменталов… которая ничего не говорит и ещё меньше значит».
Ретроспективные отзывы были благоприятными: Джон Буш из AllMusic написал, что «вместо того, чтобы превратить студийные эксперименты в самоцель, группа освоила — с помощью одного ловкого заявления — гораздо более сложный урок — заставить технологии работать на музыку». В издании Music USA: The Rough Guide альбом TNT получил положительную оценку, как преодолевающий «разделение между легко усваиваемой эмбиентной чилл-музыкой и постмодернистской экзотикой». Uncut назвал альбом «шедевром: совсем не авангардным, просто час прекрасной и вневременной музыки». В 2019 году Марк Ричардсон из Pitchfork написал, что альбом «странно красив и невозможен… место, где музыкальные ценности прошлого (инструментальное мастерство, продуманная композиция) встретились с цифровым будущим».

## Список композиций
| №   | Название                                                            | Длительность |
| --- | ------------------------------------------------------------------- | ------------ |
| 1.  | «TNT»                                                               | 7:33         |
| 2.  | «Swung from the Gutters»                                            | 5:52         |
| 3.  | «Ten-Day Interval»                                                  | 4:44         |
| 4.  | «I Set My Face to the Hillside»                                     | 6:08         |
| 5.  | «The Equator»                                                       | 3:42         |
| 6.  | «A Simple Way to Go Faster Than Light That Does Not Work»           | 3:33         |
| 7.  | «The Suspension Bridge at Iguazú Falls»                             | 5:38         |
| 8.  | «Four-Day Interval»                                                 | 4:45         |
| 9.  | «In Sarah, Mencken, Christ, and Beethoven There Were Women and Men» | 7:29         |
| 10. | «Almost Always Is Nearly Enough»                                    | 2:42         |
| 11. | «Jetty»                                                             | 8:21         |
| 12. | «Everglade»                                                         | 4:21         |

| №   | Название                        | Длительность |
| --- | ------------------------------- | ------------ |
| 13. | «TNT» (Nobukazu Takemura Remix) | 10:05        |

## Чарты
| Чарт (1998)                                  | Высшая позиция |
| -------------------------------------------- | -------------- |
| Великобритания (UK Albums Chart)             | 76             |
| Великобритания (UK Independent Albums Chart) | 8              |
| США (Billboard Top Heatseekers Albums)       | 25             |